# Białka IFIT
Białka z rodziny IFIT (ang. Interferon-induced proteins with tetratricopeptide repeats, indukowane interferonem białka z powtórzeniami tetratrikopeptydowymi) – rodzaj białek efektorowych wrodzonego układu odpornościowego, które ulegają ekspresji w zainfekowanych komórkach. W wyniku związania wirusowego RNA prowadzą do zahamowania translacji białek.

## Występowanie
Białka IFIT są konserwowane ewolucyjnie u kręgowców. Jednak ich skład i liczba różni się między gatunkami. U człowieka ta rodzina obejmuje 5 paralogów: IFIT1, IFIT1B, IFIT2, IFIT3, i IFIT5, u myszy występuje 6 (Ifit1, 1b, 1c, 2, 3 and 3b), a u szczura 4 (Ifit1, 1b, 2 and 3). Białka IFIT nie występują u niższych organizmów takich jak Drosophila, Caenorhabditis, Saccharomyces czy w roślinach.
Są to białka cytoplazmatyczne, które nie posiadają żadnej aktywności enzymatycznej. W większości niestymulowanych komórek białka IFIT nie występują (wyjątek mogą stanowić np. makrofagi). Białka IFIT mogą ulec ekspresji w wyniku stymulacji interferonem typu I (IFN α/β) lub III (IFN λ), którego wydzielanie towarzyszy infekcjom wirusowym i bakteryjnym. IFN I i III aktywują czynnik transkrypcyjny ISGF3 (ang. Interferon-stimulated gene factor 3), który po translokacji do jądra komórkowego wiąże się z sekwencją ISRE (ang. IFN-stimulated response elements) znajdującą się w obrębie promotora genów IFIT. Ekspresja białek IFIT może być również aktywowana w wyniku związania PAMP (ang. pathogen associated molecular patterns, np. dwunicowe RNA, LPS) przez PRR (ang. pattern recognition receptors, np. TLR3, TLR4, MDA5 and RIG-I) i aktywacji czynnika transkrypcyjnego IRF3. Innymi aktywatorami ekspresji białek IFIT są białka IRF1, IRF5, IRF7, jak również kwas retinowy.

## Budowa
Białka IFIT składają się w wielu kopii powtórzeń tetratrikopeptydowych (TPR, ang. tetratricopeptide repeats). Te 34-aminokwasowe powtórzenia tworzą motyw helisa-skręt-helisa. Sąsiednie motywy tworzą powierzchnię oddziaływania z różnymi ligandami.
Białko IFIT5 występuje jako monomer. Białka IFIT1, 2 i 3 tworzą homodimery i różnią się preferencją wobec RNA. Ich oddziaływania sugerują istnienie większego kompleksu o potencjalnie synergicznych czy kombinatorycznych właściwościach względem wiązania RNA.

## Specyficzność wiązania RNA
IFIT5 specjalizuje się w wiązaniu pppRNA, podczas gdy IFIT1 preferencyjnie oddziałuje z kap0 RNA i w pewnym stopniu wiąże również pppRNA. Białka IFIT1 i IFIT5 wymagają kilku niesparowanych nukleotydów na 5’ końcu ze względu na wąską średnicę zagłębienia wiążącego RNA, lecz nie rozróżniają sekwencji nukleotydowej, o czym świadczą struktury krystalograficzne IFIT5 w kompleksie z oligo(U), oligo(A) lub oligo(C). Podczas gdy nie zaobserwowano oddziaływania IFIT3 z RNA, IFIT2 wiąże dsRNA bogate w adeninę i uracyl, niezależnie od 5’ końca.